# Asprete
Aspretele (Romanichthys valsanicola) este un pește dulcicol, de 10–12 cm, din familia percidelor, din apele repezi de munte, cu fund pietros din România.
În trecut era răspândit în cursul de munte al râului Argeș și al afluenților săi: Vâlsan și Râul Doamnei. În prezent arealul este limitat numai la o porțiune de 1 km din cursul superior al râului Vâlsan în amonte de satul Brădetu și există pericolul dispariției sale. Este o specie endemică apelor din România. Aspretele este o fosilă vie având o vechime de peste 65 de milioane de ani, fiind contemporan cu ultimii dinozauri. Este considerat cel mai rar pește din Europa și, după unele estimări, chiar din lume. A fost descoperit în august 1956 de Nicolae Stoica, student în anul doi al Facultății de Biologie din București și a fost descris ulterior de Margareta Dumitrescu, Petre Bănărescu și Nicolae Stoica.
Are corpul alungit, aproximativ cilindric în regiunea anterioară, comprimat lateral în regiunea posterioară și acoperit cu solzi ctenoizi relativ mari. Capul este mare și ușor comprimat dorso-ventral. Gura este mică, așezată subterminal și este înzestrată cu dinți mărunți. Are două înotătoare dorsale, apropiate între ele, prima este scurtă și cu raze țepoase drepte, iar a doua cu raze moi. Înotătoarea anală are o bază scurtă. Înotătoarele ventralele sunt dispuse mult înainte. Coloritul corpului este brun-cenușiu pe spate, cu pete mai întunecate, iar abdomenul alb-gălbui. Câteva șiruri de pete întunecate străbat înotătoarele dorsale, pectorale și caudală.
Se hrănește cu larve de insecte acvatice. Depune icrele pe pietre, în a doua jumătate a lunii mai. O femelă depune aproximativ 120-150 de icre pe sezon. Nu are valoare economică.

## Denumirea populară și științifică
Specia este cunoscută sub denumirile populare de asprete, popete sau sforete, date de localnicii din satul Galeșu, de pe valea Vâlsanului.
Numele științific de Romanichthys valsanicola este format din Romanichthys, care provine din neolatinul romani, romanicus = românesc + grecescul ichthys = pește și valsanicola o latinizare a numelui râului Vâlsan. Denumirea științifică a speciei se traduce ca „pește românesc de pe valea Vâlsanului”. Denumire populară de asprete este dată după solzii săi aspri. Este singurul pește a cărui denumire în mai multe limbi este identică cu cea din limba română: asprete.

## Istoria
Aspretele a fost descoperit în august 1956 de către Nicolae Stoica, student din anul doi al Facultății de Biologie din București, pe timpul pregătirii unei lucrări despre speciile piscicole din baznul superior al Vâlsanului. El a pescuit cu mâna în râul Vâlsan un pește cu solzi cu margini zimțate, aspru la atingere, pe care nu l-a putut identifica în literatura de specialitate, ceea ce l-a făcut să presupună că ar putea fi vorba de o specie nouă. A apelat la ajutorul zoologului Margareta Dumitrescu, care a concluzionat că aspretele era o specie nouă, nesemnalată în apele României. în studierea acesteia s-a implicat și profesorul Petre Bănărescu. În anul 1957 Bănărescu, Dumitrescu și Stoica au publicat un articol științific în care era descris aspretele, locul și data descoperirii, precum și încadrarea sa într-un nou grup. Denumirea științifică de Romanichtys valsanicola, care se traduce „peștele românesc de pe Vâlsan” a fost aleasă de Nicolae Stoica, care a dorit ca zona sa natală să fie menționată. În perioada 1957-1958 profesorul Bănărescu a identificat aspretele atât în râul Argeș, cât și în afluenții săi: Vâlsan și Râul Doamnei.
A urmat apoi o perioadă intensă de cercetări, între 1963-1965 efectuate de profesorul Bănărescu, T. Oprescu și Ghe. Stănescu în care s-a constatat că pe râul Argeș (între localitățile Corbeni și Albești) și în râul Vâlsan exista un număr destul de mare de exemplare de asprete. În amonte de Brădetu nu au fost semnalate exemplare de asprete.
În anul 1965 nu a mai fost identificatt nici un exemplar de asprete. A fost lansată ipoteza potrivit căreia dispariția aspretelui era asociată cu competiția cu porcușorul de vad (Gobio uranoscopus), care se hrănește cu aceleași insecte acvatice pe care le consumă și aspretele, efectivul porcușorului de vad crescând semnificativ în perioada 1964-1965 comparativ cu anii precedenți.
În anul 1967 s-a început construirea pe râul Argeș a celui mai mare baraj hidroelectric din România, Lacul Vidraru, cu consecințe dezastruoase asupra mediului natural din bazinul râului. Cursul Argeșului a fost schimbat de mai multe ori, vegetația acvatică îndepărtată, dar mai ales au fost înlăturate mari cantități de nisip și pietre în care aspretele își avea habitatul obișnuit, ceea ce a dus la dispariția definitivă a acestui pește din râul Argeș. În 1967 a fost construit, de asemenea, un baraj pe râul Vâlsan, mult în amonte de zona populată de asprete, ducând la scăderea nivelul apei. Între peștii pescuiți ulterior nu a mai fost identificat niciun asprete. S-a concluzionat că aspretele ar fi dispărut complet atât din Argeș, cât și din Vâlsan. Ulterior s-a constatat că aceasta a fost o alarmă falsă, aspretele supraviețuind în râul Vâlsan, în amonte de Brădetu, prezența lui fiind semnalată pe la începutul anilor '70.
În perioada 1977-1986, zoologul Gh. Stănescu, a depus eforturi susținute pentru protejarea speciei și împiedicării exploatărilor de piatră în râul Vâlsan, reușind să obțină declararea văii Vâlsanului ca zonă protejată, în urma unei decizii a prefecturii județului Argeș.
Mediul de viață din bazinul superior al Vâlsanului a fost afectat de prăbușirea în apă a unei halde de steril de mină situată pe mal, fapt care a dus la deteriorarea calității apei, cu influențe negative asupra întregii faune acvatice. Profesorul Bănărescu a constatat în 1988 o schimbare profundă a aspectului râului Vâlsan, în sensul în care patul albiei, de obicei acoperit cu pietre, bolovani și nisip, era acoperit în totalitate de un strat de noroi.
Inginerul A. Georgescu, președintele organizației non-guvernamentale Oamenii și Mediul Înconjurător din Ploiești, s-a implicat începând cu 1989 în salvarea aspretelui de la dispariție, organizând o serie de acțiuni în urma cărora au fost pescuite 4 exemplare adulte, care au fost duse într-un acvariu din Ploiești, unde au supraviețuit numai două exemplare timp de mai mulți ani, însă fără a se putea reproduce. În 1992 A. Georgescu a inițiat o nouă expediție în zona Vâlsanului căreia i s-au alăturat specialiști germani și francezi. Au fost prinse 7 exemplare de asprete în amonte de Brădetu, un exemplar murind imediat, iar cele 6 exemplare rămase au fost duse la Institutul de Protecție a Naturii și de Ecologie din Bonn unde au fost puse într-un acvariu, creându-li-se condiții similare celor din râul Vâlsan, în speranța că exemplarele se vor reproduce, însă aspretele nu a putut fi reprodus în captivitate.
După 1992 s-au mai efectuat cercetări și s-au mai prins exemplare de asprete, care au fost eliberate. Profesorul Nicolae Crăciun și Adrian Ionașcu în 2004-2005 au studiat deplasările aspretelui în mediul său natural de viață cu ajutorul telemetriei. În 2022 au fost descoperite 58 exemplare de asprete în râul Vâlsan din Munții Făgărașului, în județul Argeș.

## Descrierea

### Morfologia
Peștii adulți ating 12,5 cm lungime totală (10,5 cm fără înotătoare caudală).
Longevitatea maximală este de 6 ani (în captivitate), majoritatea peștilor prinși aveau 2-3 ani.
Aspretele are un aspect general asemănător cu zglăvoaca (Cottus gobio), cu care este adesea confundat. Corpul este alungit, gros și rotunjit (în secțiune aproximativ cilindric) în partea anterioară, comprimat lateral în cea posterioară. Înălțimea maximă a corpului reprezintă 14,2-20,8 % din lungimea corpului fără înotătoare caudală, iar grosimea corpului 78-108 % din înălțime. Profilul dorsal al corpului este convex de la vârful botului până la inserția primei înotătoare dorsale, cu o ușoară scobitură în regiunea cefei. Profilul ventral al corpului este aproape plan. Lungimea pedunculului caudal la exemplarele adulte reprezintă 25-31,5 %, iar înălțimea minimă 6,9-9,6 % din lungimea corpului. Distanța predorsală (de la marginea anterioară a bazei primei înotătoare dorsale până la vârful botului) reprezintă 29,5-35 % din lungimea corpului.
Capul este mare, lat și gros, mai gros decât corpul, ușor comprimat dorsoventral; el este mai lat decât înalt, lungimea sa reprezintă 25,5-29,5 % din cea a corpului. Capul seamănă, oarecum, cu cel al zglăvoacei, și este aproape în întregime lipsit de solzi. Botul este rotunjit, obtuz, lungimea lui reprezintă 7,9-9,15 % din cea a corpului și 27-34 % din cea a capului.
Cele două perechi de nări (anterioare și posterioare) sunt mari, marginile lor sunt prelungite prin câte o răsfrângere a pielii în formă de pâlnie larg deschisă; această răsfrângere a nării anterioare formează un opercul care se aplică peste orificiul nazal. Distanța dintre cele două perechi de nări (dreaptă și stângă) este aproximativ egală cu distanța dintre nara posterioară și ochi.
Ochii sunt mari și apropiați între ei; ei sunt situați pe suprafața dorsală a capului și privesc în sus. Ochii sunt alungiți, diametrul lor anteroposterior depășește pe cel dorsoventral și reprezintă 110-183 % din spațiul interorbitar, 18,1-22,4 % din lungimea capului și 4,9-6,6 % din cea a corpului.
Gura este relativ mică, semilunară (în formă de potcoavă), puțin protractilă, așezată subterminal în poziție inferioară; deschiderea ei ajunge până sub nări. Gura este prevăzută cu dinți mărunți, uniformi, dar foarte ascuțiți și ușor curbați, dispuși în formă de perie pe premaxilar, dentar, prevomer, palatine și pe oasele faringiene. Nu au dinți canini pe fălci.
Are două înotătoare dorsale lungi, distincte și apropiate între ele. Prima înotătoare dorsală este mai scundă, ea este formată din 8-9 radii țepoase ascuțite și subțiri și are un șanț abia schițat la bază. A doua înotătoare dorsală este mai înaltă și mai lungă decât prima și este formată din 1-2 radii țepoase subțiri și scurte și 14-16 (mai rar 13) radii ramificate moi; radia a treia este mai înaltă. Formula înotătoarelor dorsale este D1 (VIII) IX, D2 I—II (13) 14—16. Înotătoarea anală e foarte înaltă și scurtă și are o bază scurtă; ea este formată dintr-o radie simplă și 7 radii moi. Formula înotătoarei anale este A I 7. Înotătoarea caudală este bifurcată, slab scobită. Înotătoarele pectorale sunt ovale cu marginile oval-ascuțite; vârful lor ajunge până în dreptul extremității posterioare a primei înotătoare dorsale. Înotătoarea pectorală este formată dintr-o radie simplă și 12-13 radii ramificate moi; formula ei este P I 12—13. Lungimea pectoralelor reprezintă 24-31 % din lungimea corpului. Înotătoarele ventrale situate imediat în urma pectoralelor sunt destul de distanțate între ele și se termină în unghi, vârful lor ajunge în dreptul extremității posterioare a dorsalei a doua. Înotătoarea ventrală este formată dintr-o radie simplă netransformată în țep și 5 radii ramificate moi, radia mijlocie fiind cea mai lungă, formula ei este V I 5. Lungimea ventralelor reprezintă 23-30 % din lungimea corpului.
Corpul este neuniform acoperit de solzi ctenoizi aspri, de talie mijlocie sau mică. Laturile corpului sunt acoperite de solzi de talie mijlocie și uniformi. Spatele (înaintea primei înotătoare dorsale) și partea ventrală sunt acoperite cu solzi mărunți. Capul și aparatul opercular în cea mai mare parte nude, fără solzi, cu excepția a două grupe constând din câțiva solzi aflați pe colțul superior al operculului și pe cap deasupra operculului. Pieptul și istmul sunt nude, fără solzi, cu excepția unei dungi solzoase situată median, care ajunge până în dreptul marginii anterioare a înotătoarelor ventrale, și a unei mici insule solzoase, aflată în mijlocul regiunii pectorale.
Linia laterală este completă, aproape dreaptă, și se prelungește puțin și pe baza înotătoarei caudale. Pe linia laterală se află 58-68 solzi dispuși în linie longitudinală. Numărul de solzi deasupra liniei laterale (numărați vertical până la începutul înotătoarei dorsale) este de 8—9. Numărul de solzi sub linia laterală (numărați vertical până la începutul înotătoarei ventrale) este de 7. Aceasta se poate reda prin formula 58 (8—9/7) 68.
Marginea posterioară a osului preopercular este netedă, nezimțuită. Osul opercular, fără țepi ascuțiți, are în partea posterioară două prelungiri obtuze. Aparatul opercular cu 7 radii branhiostegale și o pseudobranhie normal dezvoltată. Coloana vertebrală are 39-41 vertebre. Papila urogenitală este prezentă. Vezica înotătoare este absentă.
La asprete tubul digestiv este foarte asemănător ca formă și mărime cu cel al speciilor genului înrudit Zingel. Limba este o masă musculoasă relativ groasă acoperită cu numeroase papilele (muguri) gustative. Speciile din genul Zingel au limba mai subțire. Esofagul are forma unui tub scurt, stomacul este sifonal (în formă de U), în regiunea pilorică (la limita dintre stomac și intestin) se află 2 cecuri pilorice scurte. Intestinul este rectiliniu, fără curburi.

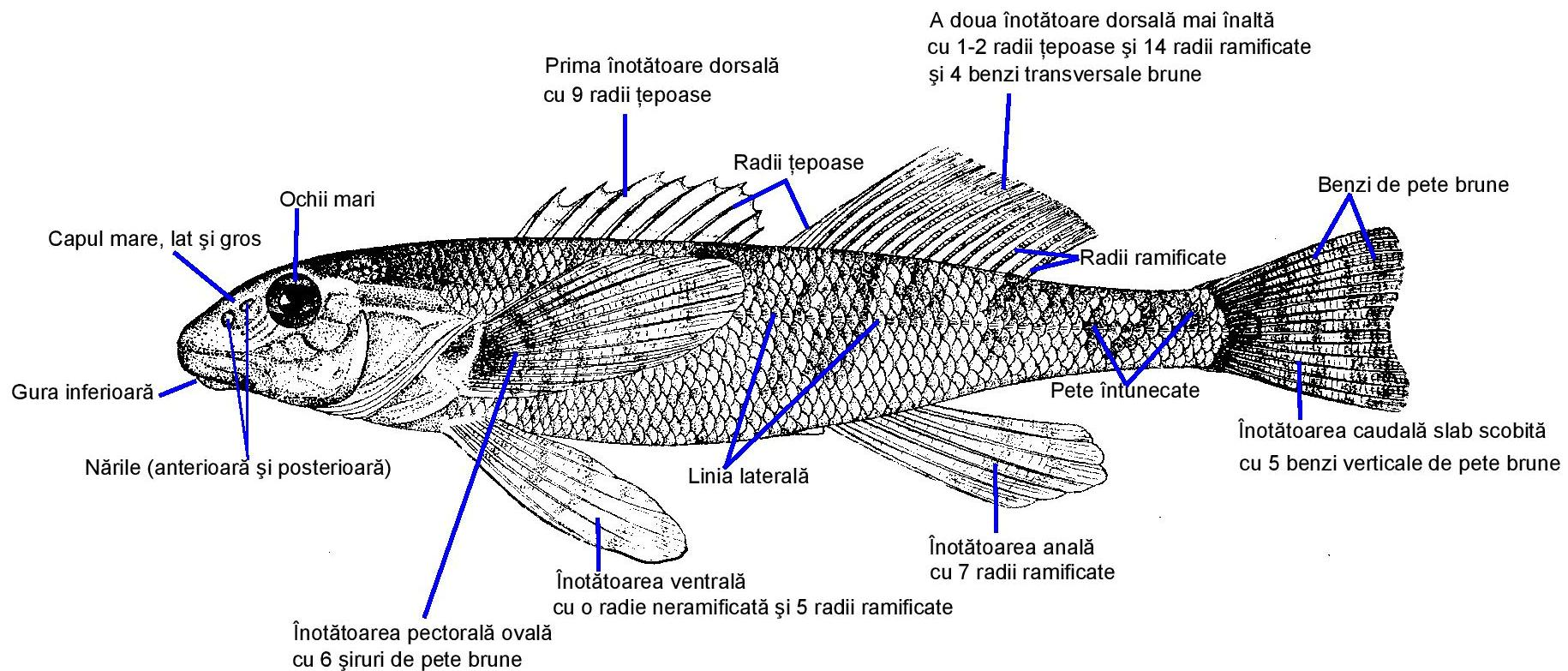
Caracterele morfologice ale aspretelui.

### Coloritul

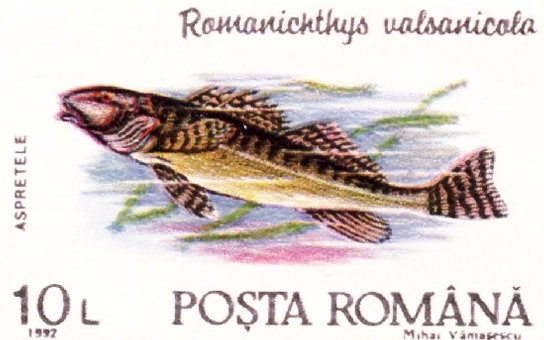
Aspretele pe timbru poștal

Aspretele în mediul natural

Coloritul corpului este brun-cenușiu pe partea dorsală (spate, partea superioară a capului, flancuri), cu pete marmorate întunecate, imprecis delimitate, de mărime și formă neregulată; intensitatea și numărul petelor scade ventral; flancurile sunt mai deschise. Fața ventrală este albă-gălbuie.
Înotătoarele au membrane semitransparente, translucide, de culoare cenușiu-gălbuie deschisă. Câteva șiruri de pete brune străbat înotătoarele dorsale, pectorale și caudală. Pe membranele înotătoarei dorsale petele sunt organizate în benzi transversale mai mult sau mai puțin regulate; a doua înotătoare dorsală are 4 benzi transversale brune. Înotătoarea caudală este translucidă, de culoare asemănătoare cu cea a înotătoarelor dorsale, cu 5 rânduri de pete brune dispuse neregulat sau în benzi transversale verticale regulate. Înotătoarele pectorale au 6 șiruri de pete brune. Înotătoarele ventrale și înotătoarea anală sunt translucide, de culoare alb-opacă, cu doar câteva pete mici întunecate, foarte puțin distincte.

### Dimorfismul sexual
Dimorfismul sexual este evident numai în epoca de reproducere. În restul anului (în afara perioadei de reproducere) cele două sexe nu se deosebesc.
La masculi, în perioada de reproducere, pe solzii părții superioare a corpului și ai flancurilor se formează câte un tubercul nupțial (numit și năsturel) cornos alb foarte evident, asemănător celor de la ciprinide. Cei mai mari tuberculi se află pe mijlocul flancurilor, iar dorsal și ventral mărimea lor scade. Pe fața dorsală a capului apar formații cornoase asemănătoare, neregulate.
Corpul femelelor se dilată puternic în epoca de reproducere, din cauza dezvoltării puternice a ovarelor. La majoritatea femelelor apar de asemenea tuberculi nupțiali, însă foarte reduși.

## Specii asemănătoare
Aspretele se aseamănă cu zglăvoaca (Cottus gobio), cu care este adesea confundat. În tabelul de mai jos sunt arătate deosebirile dintre aceste 2 specii. Principala diferență constă în faptul că corpul aspretelui este acoperit de solzi aspri la pipăit (de unde și numele de "asprete"), iar cel al zglăvoacei este nud, lipsit de solzi.
| Caractere                    | Aspretele (Romanichthys valsanicola) | Zglăvoaca (Cottus gobio) |
| ---------------------------- | --- | --- |
| Imaginea                     | | . |
| Lungimea pedunculului caudal | Lungimea pedunculului caudal reprezintă 25-31,5 %. | Pedunculul caudal mai scurt. Lungimea pedunculului caudal reprezintă 15,1-21,6 % din lungimea corpului. |
| Gura                         | Gura inferioară semilunară; colțurile ei ajunge până sub nări. | Gura terminală, mare, colțurile ei ajung, la exemplarele adulte, pînă sub mijlocul ochiului sau aproape de acesta. |
| Dinții                       | Dinții dispuși pe maxilar, dentar, prevomer și palatine. | Dinți mărunți dispuși pe premaxilar, prevomer și dentar. Dinții lipsesc pe palatine. |
| Operculul                    | Marginea posterioară a preopercularului netedă. Opercularul, fără țepi ascuțiți, are în partea posterioară două prelungiri obtuze.                                | Marginea posterioară a preopercularului are un țep posterosuperior , puternic, întors în sus; sub acesta, deseori, se mai găsește un altul, mai mic și ascuns sub piele. Suboperculul are și el un țep mic, care este ascuns în piele și îndreptat înainte. |
| Înotătoarele dorsale         | Cele două dorsale apropiate. | Cele două dorsale sunt foarte apropiate, chiar unite la bază printr-o mică cută tegumentară. |
| Înotătoarea anală            | Anala foarte înaltă și scurtă. | Anala este mai mare și se inserează puțin în urma dorsalei a doua. |
| Înotătoarea caudală          | Caudala concavă, slab scobită. | Caudala are marginea ușor convexă, ușor rotunjită la vârf, uneori aproape dreaptă. |
| Înotătoarele pectorale       | Pectoralele oval-ascuțite; vârful lor ajunge până în dreptul extremității posterioare a primei dorsale.                                                           | Pectoralele mari, late; în formă de evantai, iar vârful lor în genere atinge începutul analei. |
| Înotătoarele ventrale        | Ventralele mai mari, lungimea cea a ventralelor reprezintă 23-30 % din lungimea corpului, vârful lor ajunge în dreptul extremității anterioare a dorsalei a doua. | Ventralele mai scurte, lungimea ventralelor formează 18-23 % din cea a corpului; vârful lor nu atinge niciodată, la exemplarele adulte, anusul. |
| Formula înotătoarelor        | D1 (VIII) IX, D2 I—II (13) 14—16, A I 7, P I 12—13, V I 5. | D1 (VI) VII—VIII (IX), D2 (15) 16—18 (19), A 11—14 (15), P (12) 13—15, V I 4. |
| Solzii                       | Corpul este neuniform acoperit de solzi ctenoizi aspri. Capul, aparatul opercular și pieptul în cea mai mare parte nude, lipsite de solzi.                        | Capul și corpul complet nude, lipsite de solzi, rareori la baza pectoralelor se găsesc solzi izolați. |
| Coloritul                    | Partea dorsală este brună-cenușie, cu pete marmorate întunecate, imprecis delimitate; jumătatea posterioară a corpului fără dungi transversale.                   | Partea dorsală a corpului este brună-cafenie, cu pete marmorate, bătând uneori în roșcat; mai rar. În jumătatea posterioară a corpului, 3-4 dungi largi transversale, ce încing spatele și flancurile, întunecate, uneori aproape negre; aceste dungi sunt foarte evidente la exemplarele deschise la culoare; la cele întunecate, aceste dungi abia se pot distinge. |

## Distribuția geografică

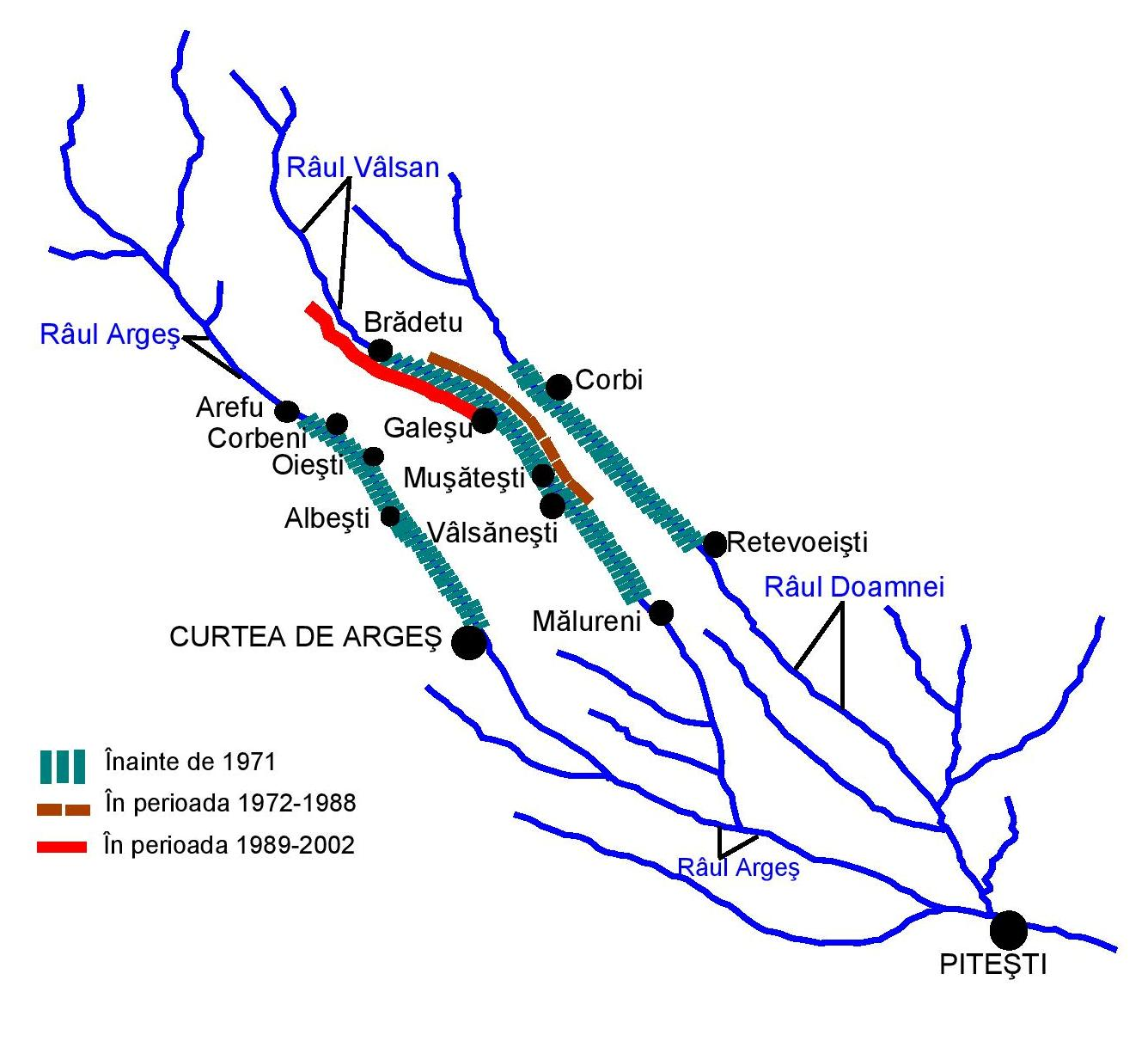
Arealul aspretelui

Aspretele trăiește numai în România. Este o specie endemică bazinului hidrografic al Dunării din România, răspândită în trecut în bazinul superior de munte al râului Argeș și în afluenții săi: Vâlsan și Râul Doamnei. Aspretele este specia cu cel mai mic areal din toată ihtiofauna europeană și este cel mai rar pește din Europa și, după unele estimări, chiar din lume. Terra typica este râul Vâlsan, afluent al Argeșului, la Galeșu (Carpații Meridionali).
Arealul aspretelui s-a micșorat cu mult în ultimii ani. În perioada 1958-1965 aspretele era găsit în bazinul superior al râurilor Argeș (de la Arefu până la Curtea de Argeș, mai ales la Oești și Albești), Doamnei (la Corbi și Domnești) și pe o porțiune de 30 km în râul Vâlsan, afluent stâng al Argeșului (din amonte de Brădetu până în amonte de localitatea Mălureni). Aspretele în perioada 1958-1966 era mai abundent în Argeș decât în Vâlsan, cu o abundența maximă între localitățile Oiești și Albești în Argeș, iar în Vâlsan între Galeșu și Mușătești.  În perioada 1965-1971 nu a mai fost găsit nici un asprete și se credea că specia a dispărut. În perioada 1972-1988, aspretele a fost găsit pe o porțiune de 16 km al râului Vâlsan, între Brădetu și Vâlsănești. În perioada 1989-2002, aspretele a fost găsit pe o porțiune de 7 km al râului Vâlsan, între Brădetu și Galeșu.
În prezent aspretele trăiește doar în Vâlsan, arealul fiind limitat numai la o porțiune de 1 km din cursul superior al râului Vâlsan în amonte de satul Brădetu, dar bazinele adiacente nu au fost încă cercetate într-un mod cuprinzător. În 2005 populația aspretelui din râul Vâlsan era apreciată la circa 100 exemplare.

## Habitatul

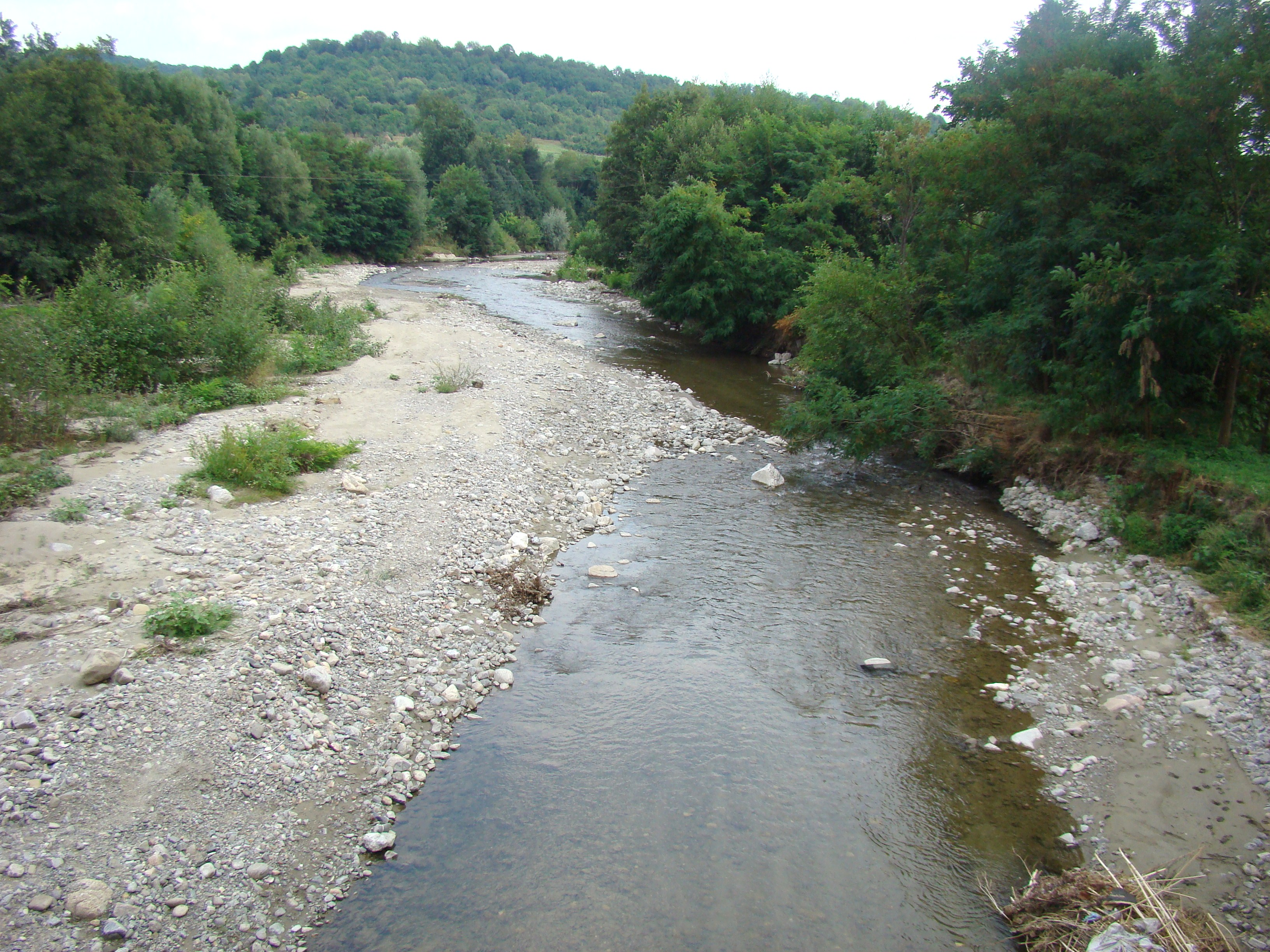
Râul Vâlsan

Aspretele este o specie dulcicolă bentonică reofilă, nemigratoare, tipică apelor repezi de munte cu o adâncime de 20–80 cm, cu ape reci (10 – 20ºC) și curgătoare, cu fund tare format din pietre, pietriș, nisip și bolovani mari. Nu staționează în zonele râului al căror pat al albiei este acoperit cu lut, cunoscută fiind preferința lui pentru substratul pietros. Trăiește pe fundul apelor râurilor de munte, pe lângă/sub bolovanii sau pietrele mari sau mijlocii din mijlocul râurilor acolo unde curentul e puternic. Răspândirea speciei în Argeș corespundea perfect cu zona piscicolă a lipanului și moioagei, iar în Vâlsan cu porțiunea superioară a zonei moioagei.
Aspretele a supraviețuit ca un relict preglaciar numai în Râul Vâlsan într-un areal restrâns cu o lungime de aproximativ 1 km. Râul Vâlsan este un curs tipic de apă montan cu debit mediu, cu o lățime medie a albiei între 4 și 12 m. În porțiunea în care aspretele este prezent, albia râului este acoperită cu pietre, pietriș, nisip și argilă, și are o lățime medie de circa 8 m, și un traseu sinuos. Adâncimea medie a râului este de 12–20 cm, variind între 1,5 m în gropile cele mai adânci și câțiva centimetri în ochiurile apei. Sedimentul este format din 54-86 % piatră, bolovani și argilă, 14-46 % pietriș și nisip, și mici cantități de mâl (0,01-0,20 %). Claritatea apei este, în general, foarte bună. Apa din Râul Vâlsan este clasificată în categoria I de calitate a apei. Calitatea apei râului Vâlsan este redusă de surse locale de poluare: ape și deșeuri menajere din așezărilor gospodărești, deversarea apelor reziduale de la Sanatoriului Brădet (care deversează anual o cantitate de 0,110 mil. m3 apă insuficient epurată), camping dezorganizat, dezinfectarea și scăldatul oilor, spălatul lânii, depozitarea pe malul râului a unor cantități de steril, intensificarea extracției de piatră și a bolovanilor din albia râului. S-au semnalat creșteri ale concentrației de materii organice și amoniac.
Aspretele nu are pretenții asupra vegetației existente, în mediul natural vegetația acvatică este slab reprezentată. În Râul Vâlsan aspretele trăiește alături de alte specii de pești: beldiță (Alburnoides bipunctatus), boiștean (Phoxinus phoxinus), clean (Leuciscus cephalus), grindel (Barbatula barbatula), mreană vânătă (Barbus petenyi), nisipariță (Sabanejewia romanica), păstrăv de munte (Salmo trutta fario), porcușorul de vad (Gobio uranoscopus), zglăvoacă (Cottus gobio).

## Comportamentul
Aspretele este extrem de greu de observat chiar și în apă de adâncime mică datorită homocromiei foarte pronunțate a corpului. Este un pește sedentar, cea mai mare parte a timpului exemplarele nu se mișcă deloc sau se deplasează de-a lungul albiei râului, trecând de la un adăpost la altul. Din când în când pot face deplasări scurte pentru a se muta în alte zone, în general, situate în aval. Alternanța anotimpurilor nu influențează nici direcția, nici frecvența deplasărilor.
Are o activitate predominant nocturnă. În timpul zilei stă de cele mai multe ori nemișcat, ascuns sub pietre, fiind foarte greu de observat datorită colorației homocrome. Pe timpul nopții se deplasează foarte mult deasupra straturilor de pietriș, în special pentru a se hrăni, iar dimineața se întoarce la aceiași piatră, sub care era ascuns. Analiza caracterului deplasărilor în 24 de ore făcută de Nicolae Crăciun și Adrian Ionașcu în 2004-2005 cu ajutorul telemetriei a arătat că exemplarele se mișcă și în timpul zilei. A fost observată o diminuare a mobilității sau chiar imobilitate dimineața la primele ore sau noaptea târziu, când temperaturile sunt cele mai scăzute, mai ales iarna. Seara și în prima parte a nopții aspretele are maximul de activitate.
Aspretele are un comportament teritorial și agresiv, cu excepția perioadei de depunere a icrelor, peștii adulți trăiesc izolați pe arii limitate ale râului. Ei manifestă o intoleranță față de alți membri din aceeași specie. Cercetările făcute în Germania de Rudiger Bless și Peter Zsivanovitz (în 1992-1998) au arătat că exemplarele mascule adulte de asprete ținute în captivitate (într-un acvariu) noaptea deveneau foarte agresive, luptându-se între ei și cauzându-și chiar răni grave soldate cu deces.

## Hrana

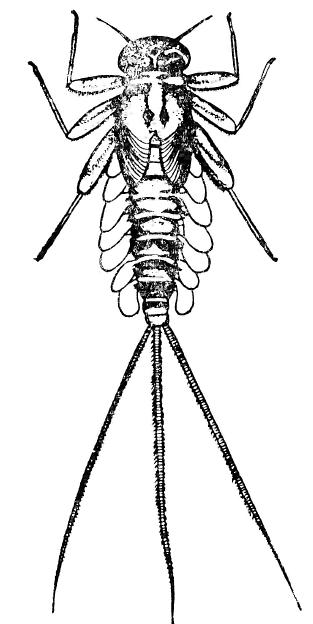
Larva de Rhithrogena semicolorata, principala hrană a aspretelui

Aspretele se hrănește mai ales cu larve de insecte acvatice reofile, în primul rând cu efemeroptere, apoi plecoptere, blefariceride, trihoptere și chironomide. Oligochetele și amfipodele gamaride joacă un rol neînsemnat în hrană. În captivitate se hrănește cu efemeroptere, plecoptere și viermi (Tubifex).
Analiza conținutului stomacului a 34 exemplare de Romanichthys valsanicola prinse în râul Argeș a arătat că hrana peștelui este alcătuită în proporție de 67 % din larve de efemeroptere (Baetis sinaicus, Baetis lutheri, Baetis rhodani, Baetis buceratus, Epeorus sylvicola, Rhithrogena semicolorata, Ecdyonurus dispar, Ecdyonurus venosus, Ephemerella ignita, Ephemera danica) și 10,9 % din larve de plecoptere (Leuctra sp., Nemurella pictetii, Protonemura intricata, Perla bipunctata, Perla marginata, Chloroperla tripunctata). Restul de 21,5 % aparțin altor grupuri de nevertebrate: nematocere blefariceride (familia Blephariceridae) 10 %, trihoptere (Rhyacophila nubila, Rhyacophila sp., Philopotamus montanus, Wormaldia occipitalis, Hydropsyche pellucidula, Hydropsyche sp., Stenophylax permistus, Athripsodes sp.) 7 %, chironomide (familia Chironomidae) 5,4 %. Oligochetele (familia Lumbricidae) și crustaceele amfipode gamaride (familia Gammaridae) au fost găsite într-un număr nesemnificativ (Lumbricidae 0,2 %, Gammaridae 0,5 %).
Larvele bentonice ale efemeropterelor sunt hrana principală a aspretelui. Din efemeroptere, predomină în hrana aspretelui larvele speciei Rhithrogena semicolorata (78 %), urmată de larvele speciei Baetis rhodani (16 %). Rezultă că aspretele se hrănește preponderent cu larvele de Rhithrogena semicolorata sau, cu alte cuvinte, are o selectivitate pentru aceste larve.
Înainte construirii barajului în amonte de Brădetu în Vâlsan au fost identificate mai multe larve bentonice de insecte, între care efemeroptere – Rhithrogena semicolorata, Ecdyonurus venosus, Ephemerella ignita, Baetis carpathicus, Baetis pumilus, Epeorus sp.; plecoptere – Perla burmeisteriana, specii din genurile Chloroperla, Protonemura , Leuctra; trihoptere – Sericostoma personatum, Sericostoma timidum, Brachycentrus montanus, Rhyacophila septentrionis (Rhyacophila fasciata), Rhyacophila nubila, Micrasema minimum, Stenophylax stellatus , etc.; diptere – Blepharocera fasciata, Odagmia monticola (Simulium monticola), Prosimulium hirtipes, Eukiefferiella longicalcar, Limnophyes transcaucasicus . După construirea barajului lacului de acumulare Vâlsan specia dominantă a devinit Baetis rhodani, însă au dispărut Ecdynorus venonus, aproape toate plecopterele și trichopterele. Baetis rhodani este un indicator biologic important pentru poluarea cu substanțe organice. Rhithrogena semicolorata, specie care predomină în hrana aspretelui, este un indicator al apelor curate.

## Dușmani naturali, concurenți, paraziți și boli
Zglăvoaca (Cottus gobio) poate fi consumator de icre și de pui ale aspretelui; aceeași specie, precum și alți bentofagi ca porcușorul de vad (Gobio uranoscopus) și mreana vânătă (Barbus petenyi) pot fi concurenți la hrană. Aspretele poate cădea pradă păsărilor piscivore și peștilor răpitori (în special păstrăvul de munte).
Aspretele poate fi afectat de bolile bacteriene și virale ale peștilor și poate fi gazda unor specii de paraziți: nematode, cestode și crustacee. Până în prezent s-a găsit un singur parazit, un monogeneu cu statut specific incert.

## Reproducerea
Reproducerea are loc în luna mai și prima jumătate a lunii iunie, perioadă în care dimorfismul sexual este foarte evident la masculi. Aspretele se reproduce în aceleași zone unde trăiește. În perioada dinaintea reproducerii aspretele nu migrează pe distanțe lungi.
Depune icrele pe sau sub pietre de care acestea se lipesc până la eclozare. Prolificitatea (numărul boabelor de icre depuse de o femelă) este scăzută, o femelă depune aproximativ 120-150 icre pe sezon. Icrele sunt foarte sensibile la turbiditatea apei, viiturile bruște sunt în măsură să compromită întreg sezonul de reproducere. 
Maturitatea sexuală este atinsă la sfârșitul celei de-a doua veri; în primăvara următoare, la vârsta de 2 ani, exemplarele se reproduc.
Nu s-a reușit reproducerea în captivitate a aspretelui. S-a încercat fără succes reproducerea la Institutul de Protecție a Naturii și Ecologie Animală din Bonn (Germania) și la Rezervația Naturală din Franța; masculii captivi ținuți în condiții de mediu pe cât posibil identice cu cele din râul Vâlsan, nu au ajuns la maturitate sexuală.

## Importanța economică și pescuirea
Aspretele are carnea gustoasă și apreciată, dar nu prezintă importanță economică, deoarece este un pește foarte rar. Este consumat ocazional numai de localnici.
Este monument al naturii și o specie de importanță ihtiofaunistică deosebită (un endemic românesc rar). Fiind un pește foarte rar, valoarea sa științifică și muzeologică este excepțională, depășind cu mult valoarea alimentară.  Specimenele se află în diferite colecții din muzeele din România sau din alte țări (New York, Washington, Chicago, New Orleans, Londra, Paris, Leiden, Moscova, Praga, Budapesta, Bratislava, Hanoi, Ulaanbaatar etc.)
Specia nu are nici o importanță în pescuitul sportiv și profesional. În trecut era pescuit ocazional de localnici și de braconieri prin mijloace ilegale.

## Taxonomia și filogenia

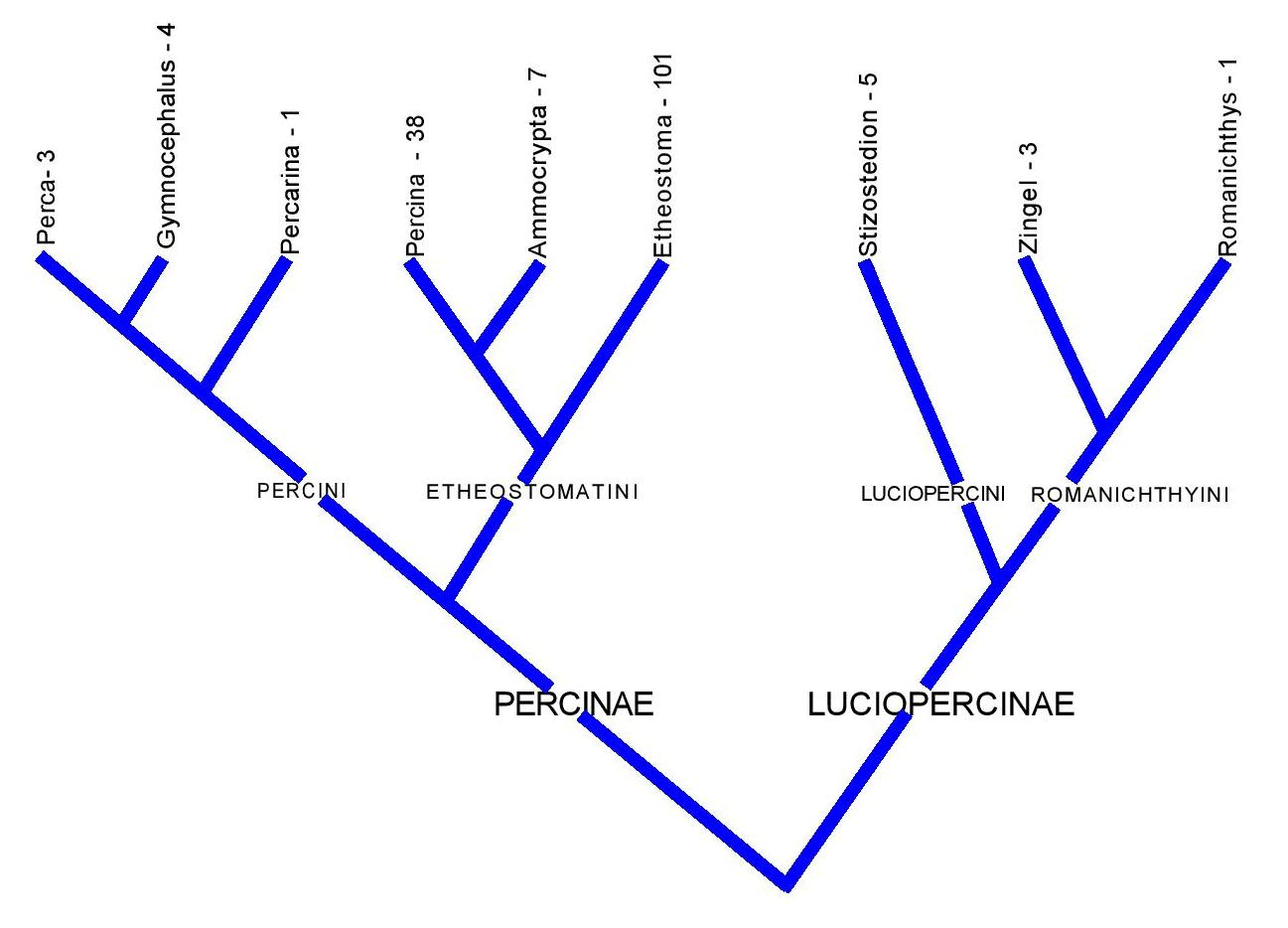
Relațiile filogenetice ale subfamiliilor, triburilor și genurilor în cadrul percidelor după Bruce B. Collette și Petru Bănărescu. Pentru fiecare gen sunt indicate numărul de specii.

Aspretele (Romanichthys valsanicola) este un pește teleostean care aparține familiei percidelor. El este singurul reprezentant al genului Romanichthys și este înrudit îndeaproape cu genul Zingel.
Clasificarea percidelor propusă de Bruce B. Collette și Petru Bănărescu în 1977 corespunde mai bine filogeniei. Ei împart familia percide în 2 subfamilii: Percinae (tribul Percini și Etheostomatini) și Luciopercinae (tribul Luciopercini și Romanichthyini). Tribul Romanichthyini include 2 genuri: Zingel cu 3 specii (Zingel zingel, Zingel streber și Zingel asper) și Romanichthys cu o singură specie (Romanichthys valsanicola):
- subfamilia Percinae - primele oase interhemale pe care se sprijină radiile analei sunt lățite, radiile simple ale analei sunt transformate în țepi

- tribul Percini - creasta supraoccipitală este bine dezvoltată, corpul comprimat lateral, vezica cu aer bine dezvoltată, tuberculii nupțiali lipsesc

- genul Perca - 3 specii
- genul Gymnocephalus (= Acerina) – 4 specii
- genul Percarina - o specie

- tribul Etheostomatini (în prezent subfamilia Etheostomatinae) - creasta supraoccipitală este redusă, corpul slab comprimat lateral sau cilindric, vezica cu aer redusă sau lipsește, tuberculii nupțiali adesea prezenți.

- genul Percina - 38 specii
- genul Ammocrypta – 7 specii
- genul Etheostoma - 101 specii

- subfamilia Luciopercinae - primele oase interhemale sunt nelățite, radiile simple ale analei subțiri și flexibile

- tribul Luciopercini - dinții canini sunt diferențiați, vezica cu aer bine dezvoltată, fără tuberculi nupțiali.

- genul Stizostedion (= Lucioperca, Sander) - 5 specii

- tribul Romanichthyini - fără dinți canini, fără vezică cu aer; cu tuberculi nupțiali

- genul Zingel (= Aspro) – 3 specii
- genul Romanichthys - o specie

## Starea de conservare și protecția
Aspretele este în prezent considerat o specie cu cel mai mare risc de dispariție din toată fauna piscicolă europeană.

### Efectivul
Aspretele are o raspândire extrem de redusă, fiind în pragul extincței. Efectivul aspretelui în momentul când a fost descoperit era mic. În perioada 1958-1966 aspretele era mai abundent în râul Argeș decât în râul Vâlsan. Abundența maximă era în râul Argeș între localitățile Oiești și Albești, iar în râul Vâlsan între Galeș și Mușătești. Efectivul din râul Vâlsan era apreciat la cca. 100 exemplare în 2005.

### Cauzele modificării numerice
În 1957-1962 aspretele era prezent în bazinul superior al râului Argeș și pe afluenții săi: Râul Doamnei și Vâlsan. În urma construirii mai multor bazine de acumulare hidroelectrice, distrugerii habitatelor prin defrișări extinse și construiri de drumuri, poluării cu pesticide, dezvoltării necontrolate agro-industriale, aspretele a dispărut în cea mai mare parte din aria de distribuție originală. În timpul construcției unui mare lac artificial pe râul Argeș, Lacul Vidraru (1967) o fâșie lungă din structura sa în aval a fost lăsată fără apă pentru o perioadă lungă de timp, astfel încât specia a dispărut din bazinul râului Argeș, iar în prezent aspretele supraviețuiește numai într-o porțiune de aproximativ 1 km în râul Vâlsan. 

### Principalele amenințări
Principalele amenințări identificate asupra supraviețuirii speciei sunt reprezentate de: distrugerea habitatului prin defrișări forestiere extinse și construiri de drumuri de-a lungul râurilor; scăderea debitului râului Argeș și a râului Vâlsan, ca urmare a construirii barajului hidroelectric (Lacul Vidraru) în 1967 și a barajului lacului de acumulare Vâlsan din amonte de Brădetu; poluarea apei râului Vâlsan din mai multe surse: ape uzate menajere și deșeuri menajere din așezărilor gospodărești, deversarea apelor reziduale de la Sanatoriului Brădet, practicile tradiționale care poluează apele râului (spălatul lânii, scăldatul oilor etc.), utilizarea de otravă pentru braconaj, minele de plumb etc; creșterea temperaturii apei; dispariția unor larve de insecte cu care se hrănește aspretele în aval de lacul de acumulare Vâlsan: efemeroptere (în special a Rhithrogena semicolorata, mai multor specii de Baetis), chironomide, trihoptere; pescuitul ilegal; intensificarea extracției de piatră și a bolovanilor ca material de construcții de către localnici din albia râului Vâlsan; depozitarea pe malul râului a unor mari cantități de steril, care pot să cadă în apă; eșecul reproducerii aspretelui în captivitate.
Măsuri de protecție necesare: asigurarea unui debit optim permanent văii Vâlsanului și controlul calității apei râului Vâlsan; refacerea substratului pietros a albiei râului Vâlsan; controlul extragerii pietrelor din albia râului Vâlsan; controlul construcțiilor umane în amonte de Sanatoriul Brădet; combaterea poluării în valea Vâlsanului; epurarea (purificarea) apelor reziduale de la Sanatoriului Brădet; interzicerea utilizării pesticidelor în pădurile din lungul văii râului Vâlsan; controlul exploatărilor forestiere; reproducerea aspretelui în captivitate și repopularea cu puiet a râului Vâlsan, în viitor și a altor râuri; păstrarea și creștere în captivitate a unor specimene a aspretelui înainte de a fi prea târziu.

### Protecția
Aspretele este o specie ocrotita de lege și a fost declarat monument al naturii. Pe Lista Roșie a IUCN (Uniunea Internațională pentru Conservarea Naturii și a Resurselor Naturale) specia Romanichthys valsanicola este menționată ca critic amenințată (periclitată) cu dispariția (CR - critically endangered). În anul 2005 aspretele a fost inclus și în Cartea Roșie a Vertebratelor din România ca specie critic periclitată (CR).
Romanichthys valsanicola este listat în Convenția privind conservarea vieții sălbatice și a habitatelor naturale din Europa, adoptată la Berna la 19 septembrie 1979, unde este menționat în Anexa II (speciile animale care necesită protecție strictă). Romanichthys valsanicola este enumerat și în Directiva 92/43/EEC a Consiliului Comunităților Europene privind conservarea habitatelor naturale și a speciilor de faună și floră sălbatică, unde este menționat în Anexa II (specii animale și vegetale de interes comunitar a căror conservare necesită desemnarea unor arii speciale de conservare) și anexa IV (speciile animale și vegetale de importanță comunitară care necesită protecție strictă).
Romanichthys valsanicola este protejat în România prin Legea nr. 462/2001, emisă de Parlamentul României, privind regimul ariilor naturale protejate, conservarea habitatelor naturale, a florei și faunei sălbatice, unde este menționat în anexa III (specii de plante și de animale a căror conservare necesită desemnarea ariilor speciale de conservare și a ariilor de protecție specială avifaunistică) și anexa IV (specii de animale și de plante care necesită o protecție strictă).
Aspretele este listat și în Anexa 4 B: Specii de animale și de plante care necesită o protecție strictă din Ordonanța de urgență a Guvernului nr. 57/2007 privind regimul ariilor naturale protejate, conservarea habitatelor naturale, a florei și faunei sălbatice.
Valea Vâlsanului a fost desemnată ca sit pentru conservare în Ordinul Ministerului Mediului și Dezvoltării Durabile nr. 1964 din 13 decembrie 2007 privind instituirea regimului de arie naturală protejată a siturilor de importanță comunitară, ca parte integranta a rețelei ecologice europene Natura 2000 în România.
Supraviețuirea aspretelui depinde acum de programul LIFE al Uniunii Europene, care operează deja pe site-ul de protecție Valea Vâlsanului a speciei.